# Almyra
Almyra város az USA Arkansas államában, Arkansas megyében. Lakosainak száma 256 fő (2020. április 1.).

## Népesség
A település népességének változása:
| Lakosok száma | 252  | 283  | 256  |
|               | 1910 | 2010 | 2020 |